# Нечуйвітер зонтичний
{{#ifeq:0|0|{{#if:|{{#if:Hieraciumumbellatum|[[]}}|}}}}
Нечуйвітер зонтичний (Hieracium canadense) — багаторічна трав'яниста рослина.

## Опис
Рослина висотою 30–170 см. Основа стебла запушено жорсткими волосками, нижній бік листків і гілочки суцвіть вкриті зірчастим пушком. Стебла поодинокі або нечисленні, прямі, шорсткі, розташування вздовж них листків рівномірне й густе. Прикоренева розетка листя і сланкі пагони відсутні. Листки ланцетні або лінійні, цілокраї або, частіше, нерівномірно зубчасті, зверху темно-зелені, знизу бліді, нерідко з завороченим краєм. Кошики численні в кінцевому зонтикоподібне суцвітті. Плоди — чорні сім'янки, близько 3 мм у довжину. Цвіте наприкінці літа і восени.

## Поширення
Поширений в Північній Америці, Європі та Азії. Зростає в усіх областях України.

## Примітки

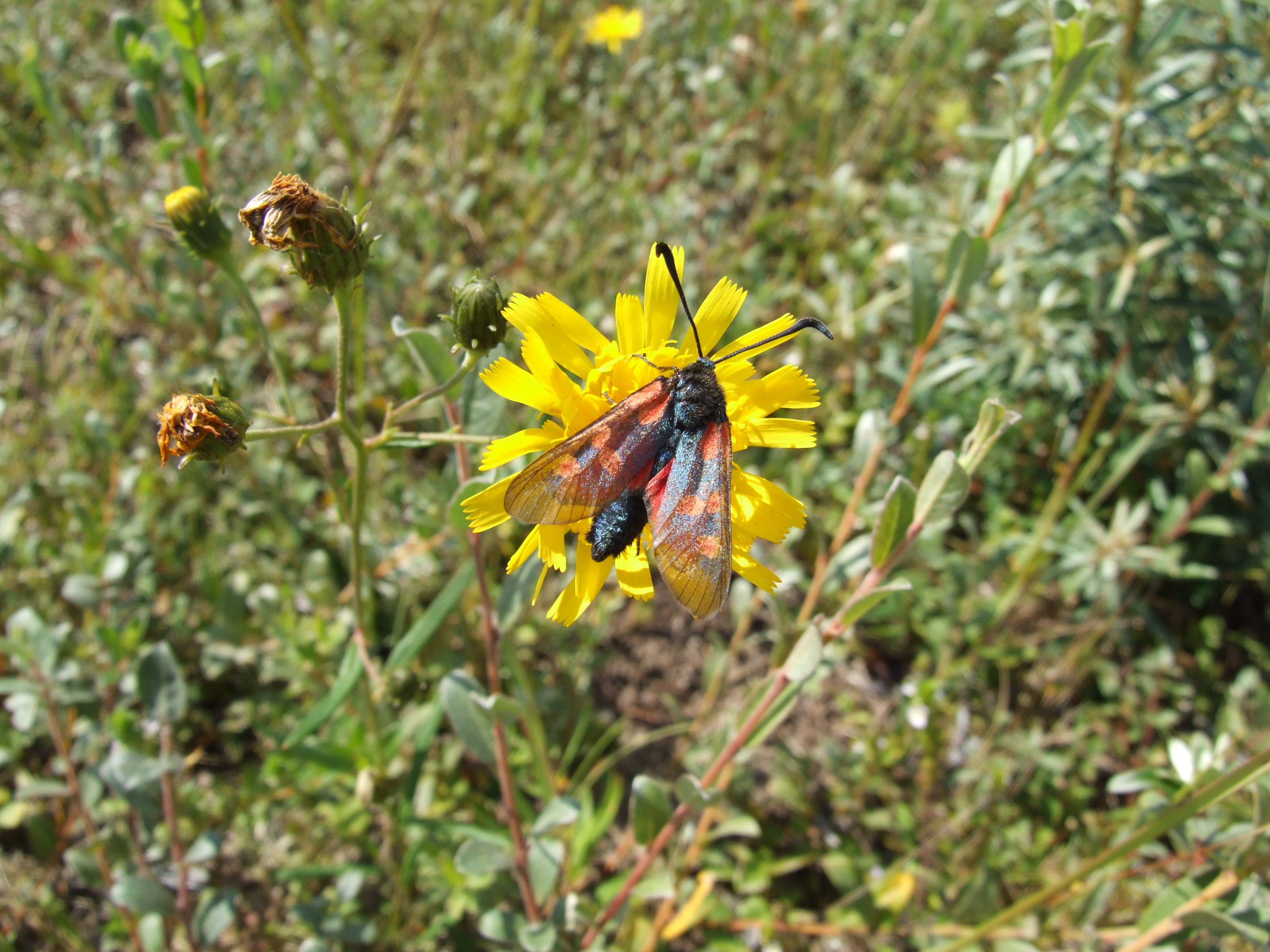
Нечуйвітер зонтичний